# Бялик, Михаил Григорьевич
Михаи́л Григо́рьевич Бя́лик (13 марта 1929, Киев — 16 октября 2022, Гамбург, Германия) — советский и российский музыковед, музыкальный критик, педагог, пианист. Заслуженный деятель искусств РСФСР (1982). Почётный член Филармонического общества Санкт-Петербурга. Профессор Санкт-Петербургской консерватории и Санкт-Петербургской академии театрального искусства.

## Биография
Окончил Киевскую консерваторию как музыковед (1951, по классу Г. Л. Киселёва) и как пианист (1953, по классу Е. М. Спивака и А. М. Луфера), аспирантуру Научно-исследовательского института театра и музыки в Ленинграде (1958, по классу Ю. В. Келдыша). Кандидат искусствоведения (1969). В 1951—1954 гг. преподавал в Днепропетровском музыкальном училище.
Профессор Санкт-Петербургской консерватории и Санкт-Петербургской академии театрального искусства. Секретарь Союза композиторов России. Член правления, председатель секции критики и музыкознания Союза композиторов Санкт-Петербурга и член правления Союза театральных деятелей Санкт-Петербурга. Заслуженный деятель искусств РСФСР (1982), кавалер ордена Дружбы (2003).
Награждён офицерским крестом орденом Заслуг перед Республикой Польша (2003).
Автор статей в российских и зарубежных энциклопедиях, монографических книг и очерков о российских композиторах, дирижёрах и певцах. Постоянно выступал с рецензиями, обзорами и статьями о музыкально-театральной жизни.
Был женат, имел дочь.
С 2003 года жил с семьёй в Гамбурге, где продолжал профессиональную деятельность.
Скончался 16 октября 2022 года.

## Публикации

### Книги
- Бялик М. Г. Георгий Никифорович Носов. Критико-биографический очерк. — Л., 1957.
- Бялик М. Г. В. Чистяков. «Песнь труда и борьбы». — Л., 1958.
- Бялик М. Г. Н. Червинский. Балет «Родные поля». — Л., 1958.
- Бялик М. Г. Л. Н. Ревуцкий: Очерк жизни и творчества. — М., 1963.
- Бялик М. Г., Чернов А. А. О лёгкой музыке. О джазе. О хорошем вкусе. — М. — Л., 1965.
- Бялик М. Г. Музыка и музыканты Ленинграда. — Л., 1965. 2-е изд.: Л., 1969.
- Бялик М. Г. Евгений Мравинский. Творческий портрет. М., 1977; 2-е изд.: М., 1982.

### Статьи
| - Бялик М. Ново, талантливо, но… // Сов. музыка. 1962. № 1. - Бялик М. Ещё раз о песне // Сов. музыка. 1972. № 11. - Бялик М. Рыцарь музыки // Муз. жизнь. 1973. № 12. - Бялик М. Г. Песня // История музыки народов СССР, V том, 1956—1967. М.: Сов. композитор, 1974. С. 320—347. - Бялик М. Обречённость зла // Сов. балет. 1985. № 2. - Бялик М. Об Алексее Николаеве Архивная копия от 15 июня 2017 на Wayback Machine // Алеша Николаев. Произведения для фортепиано. Ленинград, «Советский композитор», ленинградское отделение. 1986. - Бялик М. Уроки мастера // Сов. музыка. 1989. № 12. - Бялик М. «Я считаю свою жизнь счастливой» Архивная копия от 4 марта 2016 на Wayback Machine // Сов. музыка. 1990. № 10. - Бялик М. Наш человек в Париже // Муз. академия, 1992. № 1. — С. 137—139. - Бялик М. Г. Оперное творчество Вебера в России // Ф. Мендельсон-Бартольди и традиции музыкального профессионализма: Сборник научных трудов / Сост. Г. И. Ганзбург. — Харьков, 1995. — C. 90—103. - Бялик М. Стравинский — не «по-стравински» // Муз. академия, 1996. № 2. — С.62—64. - Бялик М. Лятошинский, Мравинский и др. // Муз. академия, 1996. № 1. — С. 39—43. - Бялик М. О Гарри Купфере // Муз. академия, 1998. т. № 2. — С.78—85. - Бялик М. Глинка — Щедрин: художественные параллели // Муз. академия, 2005. № 2. — С. 79—83. - Бялик М. Выбирая из множества смыслов // Муз. академия, 2006. № 3. — С.159—163. - Бялик М. и Е. Для нас он остается живым // Муз. Академия, 2009. — С. 174—178. - Бялик М. Осень ещё не пришла к патриарху // Муз. Академия, 2009. — С. 100—102. - Бялик М. Заметки небеспристрастного критика // Муз. Академия, 2009. — С. 1—6. - Бялик М. Режиссура в дирижёрском театре // Муз. Академия, 2010. — С. 7—12. - Бялик М. По Булгакову // Муз. Академия, 2011. — С. 74-77. - Бялик М. Покровский вчера, сегодня, завтра // Муз. академия, 2012. — С. 49—60. |